# Marisotoma tenuicornis
Marisotoma tenuicornis är en urinsektsart som först beskrevs av Axelson 1903.  Marisotoma tenuicornis ingår i släktet Marisotoma, och familjen Isotomidae. Arten är reproducerande i Sverige.